# Serranía de Cuenca
Serranía de Cuenca este o arie protejată (arie specială de conservare — SAC, sit de importanță comunitară — SCI, arie de protecție specială avifaunistică — SPA) din Spania întinsă pe o suprafață de 191.382 ha, integral pe uscat.

## Localizare
Centrul sitului Serranía de Cuenca este situat la coordonatele 40°19′22″N 1°59′02″W / 40.3228°N 1.9838°V.

## Înființare
Situl Serranía de Cuenca a fost declarat sit de importanță comunitară în decembrie 1997 pentru a proteja 2 specii de plante și 81 de specii de animale. Alte tipuri de protecție:
- arie de protecție specială avifaunistică (în iulie 2005)[2]
- arie specială de conservare (în august 2015)[1][3][4]

## Biodiversitate
Situată în ecoregiunea mediteraneană, aria protejată conține 43 de habitate naturale: Ape puternic oligomezotrofe cu vegetație bentonică cu Chara spp., Ape oligotrofe din câmpii nisipoase, cu un conținut foarte redus de minerale (Littorelletalia uniflorae), Grohotișuri termofile și vest-mediteraneene, Păduri mediteraneene de Taxus baccata, Pante stâncoase silicioase cu vegetație casmofită, Iazuri temporare mediteraneene, Pante stâncoase calcaroase cu vegetație casmofită, Pseudostepă cu ierburi și specii anuale de Thero-Brachypodietea, Pajiști alpine și boreale, Pajiști umede mediteraneene cu ierburi înalte de Molinio-Holoschoenion, Lande oro-mediteraneene cu formațiuni endemice de grozamă, Păduri pe pante, grohotișuri și ravene de Tilio-Acerion, Formațiuni stabile xerotermofile de Buxus sempervirens pe pante stâncoase (Berberidion p.p.), Vegetație gipsofilă iberică (Gypsophiletalia), Liziere de ierburi înalte hidrofile de câmpie și de nivel montan până la alpin, Păduri iberice de Quercus faginea și Quercus canariensis, Pajiști alpine și subalpine calcaroase, Mlaștini alcaline, Pajiști uscate seminaturale și facies de acoperire cu tufișuri pe substraturi calcaroase (Festuco-Brometalia) (* situri importante pentru orhidee), Pajiști cu Molinia pe soluri calcaroase, turboase sau argilos-nămoloase (Molinion caeruleae), Păduri termofile cu Fraxinus angustifolia, Păduri de pin (sub-) mediteraneene cu pini negri endemici, Pășuni mediteraneene udate de apa mării (Juncetalia maritimi), Mlaștini calcaroase cu Cladium mariscus și specii de Caricion davallianae, Matorral arborescenți cu Juniperus spp., Pajiști uscate europene, Izvoare petrifiante cu formare de travertin (Cratoneurion), Fânețe de joasă altitudine (Alopecurus pratensis, Sanguisorba officinalis), Păduri de pin mediteraneene cu pini mezogeni endemici, Păduri de stejar galițio-portugheze cu Quercus robur și Quercus pyrenaica, Salicornia și alte specii anuale care populează regiunile mlăștinoase și nisipoase, Păduri endemice cu Juniperus spp., Lacuri și iazuri distrofice naturale, Pajiști carstice calcaroase sau bazofile, de Alysso-Sedion albi, Galerii de Salix alba și de Populus alba, Peșteri inaccesibile publicului, Lacuri eutrofice naturale cu vegetație de tip Magnopotamion sau Hydrocharition, Formațiuni ierboase bogate în specii de Nardus, dezvoltate pe substraturi silicioase în zone montane (și în zone submontane, în Europa continentală), Păduri de Ilex aquifolium, Mlaștini turboase de tranziție și turbării mișcătoare, Formațiuni montane de Cytisus purgans, Pajiști oro-iberice cu Festuca indigesta, Păduri de Quercus ilex și Quercus rotundifolia.
La baza desemnării sitului se află mai multe specii protejate:
- plante (2): Apium repens, Atropa baetica
- păsări (54): uliu porumbar (Accipiter gentilis), lăcar mare (Acrocephalus arundinaceus), pescăruș albastru (Alcedo atthis), rață lingurar (Anas clypeata), rață pitică (Anas crecca), rață mare (Anas platyrhynchos), fâsă-de-câmp (Anthus campestris), acvilă de munte (Aquila chrysaetos), stârc cenușiu (Ardea cinerea), rață-cu-cap-castaniu (Aythya ferina), buha (Bubo bubo), șorecarul comun (Buteo buteo), caprimulg (Caprimulgus europaeus), Certhia brachydactyla, mierla de apă (Cinclus cinclus), șerpar (Circaetus gallicus), erete de stuf (Circus aeruginosus), porumbel de scorbură (Columba oenas), presură de grădină (Emberiza hortulana), șoim călător (Falco peregrinus), șoimul rândunelelor (Falco subbuteo), vânturel roșu (Falco tinnunculus), lișiță (Fulica atra), Galerida theklae, vulturul pleșuv sur (Gyps fulvus), Hieraaetus fasciatus, acvilă pitică (Hieraaetus pennatus), stârc pitic (Ixobrychus minutus), capîntortură (Jynx torquilla), Lanius excubitor meridionalis, forfecuță gălbuie (Loxia curvirostra), ciocârlie de pădure (Lullula arborea), gaia neagră (Milvus migrans), gaia roșie (Milvus milvus), mierlă de piatră (Monticola saxatilis), codobatura galbenă (Motacilla flava), muscar sur (Muscicapa striata), vultur egiptean (Neophron percnopterus), pietrar sur (Oenanthe oenanthe), ciuf-pitic (Otus scops), pițigoi de brădet (Parus ater), cormoran mare (Phalacrocorax carbo), codroșul de pădure (Phoenicurus phoenicurus), Pyrrhocorax pyrrhocorax, cristei de baltă (Rallus aquaticus), sitar de pădure (Scolopax rusticola), turturică (Streptopelia turtur), silvie roșcată (Sylvia cantillans), Sylvia conspicillata, silvie de tufiș (Sylvia undata), corcodel mic (Tachybaptus ruficollis), fluturașul de stâncă (Tichodroma muraria), pănțărușul (Troglodytes troglodytes), mierlă gulerată (Turdus torquatus)
- amfibieni (1): Discoglossus galganoi
- mamifere (12): liliac cârn (Barbastella barbastellus), vidră de râu (Lutra lutra), Microtus cabrerae, liliac cu aripi lungi (Miniopterus schreibersii), liliac cu urechi mari (Myotis bechsteinii), liliac cu urechi de șoarece (Myotis blythii), liliac cărămiziu (Myotis emarginatus), liliac comun (Myotis myotis), liliacul mediteranean cu potcoavă (Rhinolophus euryale), liliacul mare cu potcoavă (Rhinolophus ferrumequinum), liliacul mic cu potcoavă (Rhinolophus hipposideros), liliacul cu potcoavă a lui méhely (Rhinolophus mehelyi)
- nevertebrate (7): Apteromantis aptera, Austropotamobius pallipes, Coenagrion mercuriale, fluturele auriu (Euphydryas aurinia), Graellsia isabellae, rădașcă (Lucanus cervus), phengaris nausithous (Maculinea nausithous)
- pești (5): Achondrostoma arcasii, Cobitis paludica, Parachondrostoma arrigonis, Pseudochondrostoma polylepis, Rutilus alburnoides
- reptile (2): țestoasa de baltă (Emys orbicularis), Mauremys leprosa

Pe lângă speciile protejate, pe teritoriul sitului au mai fost identificate 89 de specii de plante, 40 de specii de păsări, 5 specii de amfibieni, 28 de specii de mamifere, 31 de specii de nevertebrate, 5 specii de pești, 11 specii de reptile.